# 蔡紫晴
蔡紫晴（1988年6月22日—），原名蔡小茵，2012至2022年用藝名龍小菌，香港網絡唱作歌手，原為本地一所中學的中文科教師。出道初期，她自稱由於害怕唱歌形象影響其任教學校，故不便表露身份，只能以龍小菌身分幪面演出，亦由於其神秘的身分，反而引來傳媒採訪及報導，據報其母親及姐姐亦不知其身分。她於2012年8月15日簽約由吳君如胞弟吳君祥與前妻江美儀新成立的黃金時代娛樂公司。

## 簡歷
蔡氏早年在沙田的一個公共屋邨長大，家中共有四姊妹，自己排行最小。她畢業於香港中文大學校友會聯會張煊昌學校（2000年）、五育中學（2008年中七）及香港教育學院中文系。畢業後曾於其母校五育中學任教中文科一年，之後加入英皇教育任職補習老師，並為網上電台「LeeDeeRadio」主持，曾經多次和GagMode合作，演唱改編歌曲，並親自作曲作詞；早年曾多次參加歌唱比賽但落敗。

### 龍小菌的由來
「龍小菌」當中的「龍」，是源自香港的標誌，而「小菌」是惡劣環境下仍然生存的微生物，象徵生生不滅的精神，也代表著熱愛唱歌的決心。

### 初期演出
蔡氏的作品初期在Youtube上發布，作品中完全看不到她的外貌，因而被指是最神秘的歌手。每逢星期五及星期六，她都會到旺區如旺角行人專用區，幪面作公開表演。
她首次公開演唱的第一首原創歌曲為《誰可聽我唱歌》，當中《誰可聽我唱歌》是屬於她自己的原創歌曲，歌詞描述其幪面的形象，以襯托出她對唱歌的熱誠。為了令觀眾可以用心去聽及感受音樂，而不會只著重她的外表，因而要做「幪臉歌手」，同時為保教席而幪面在街頭和網絡上演唱，網絡點擊率超過百萬。

### 獲得賞識
蔡氏曾經多次參加歌唱比賽，其中一次偶遇嘉賓邵子風（她的前經理人），賽後邵子風跟她說：「你都幾有膽量，不是唱的不好，不過……台風就……」當時她在其facebook專頁中提到她聲稱自己「又肥又醜」，體重超過200磅，因而促使她成為「幪臉歌手」。
她在回應時指出，幪臉是為了令觀眾可以用心去聽及感受音樂，而不會只著重她的外表；另外她幪臉最主要的原因，是因為她擔心會被家人、朋友及同事認出，會影響她現職的教師工作。2012年6月30日，蔡氏在facebook上證實她已經辭去教師的職務。輔仁媒體跟她合作時，指出樂壇庸俗化，兼且常把女性外表評頭品足，令原本的天賦人性遭磨滅。

### 涉嫌店舖盜竊
2015年6月10日傍晚，蔡氏在鰂魚涌康山道2號一家超級市場，懷疑未有付款取走5包總值約120元的食物，超級市場保安員報案指懷疑她盜竊，警員接報到場將她拘捕。她其後獲准保釋候查，7月上旬要向警方報到。她坦承是自己疏忽大意。2015年10月9日，案件提堂，控方決定撤銷控罪，改以1,000港元簽保守行為1年, 將其環保袋充公。。

## 公開活動

### 首次公開演唱
2012年4月26日，蔡氏被邀請到聖公會白約翰會督中學擔任表演嘉賓，舉行首次公開演唱，翌日起逢星期五、六晚，在旺角行人專用區，以街頭音樂會的方式公開演唱。然而，她在首次公開演唱的造型，幪著臉以一身白衣出場，因而被稱為「幪臉歌手」。有部分網民指她的造型反映其「缺乏自信」，甚至有網民希望看到她的真面目。及後她之後的公開演唱，都是以幪臉造型出場，但衣著則由白色改為藍色；及後她在簽約成為正式歌手之後，在出席公開活動時亦以黑布蒙頭及戴上帽子。

### 首次參與台灣音樂活動
2012年7月14日，蔡氏聯同The Silly Party在台灣新北市的貢寮國際海洋音樂祭中演唱原創作品《感激你笑我》，獲台灣東森新聞獨家報導，因而令她成功衝出香港。

### 參與公開活動
2012年8月19日，蔡氏出席觀塘apm商場的一個由雅虎香港舉辦的公開活動中獻唱，但其幪臉的面具造型卻嚇壞小朋友，有小朋友一見到她便大叫「鬼呀」。

### 參與示威集會活動
在2012年反國民教育運動期間，蔡氏曾多次到政府總部集會現場演唱以示支持。此外，在2013年七一遊行，蔡氏獲邀在集會中獻唱《思潮作動》及Beyond的《長城》，並以真面目參加遊行，其實在幪面時期前也曾以私人身份參與遊行。2014年9月，脫下面具後的她以碩士生身份參加學民罷課行動，和聲援佔領中環行動的學生。

### 「聖誕愛佳音」活動遇3L樂隊歧視聾人而落淚
2013年12月21日，蔡氏聯同聾人青年協會及Beatboxer HeartGrey，於旺角行人專用區舉行一個由《FACE》雜誌的「FACE MagaLove」主辦的「聖誕愛佳音」活動。表演期間卻多次被3L樂隊騷擾，有人更大叫「聾人大晒呀？傷殘人士大晒呀？」，令表演多次被打斷，而她及聾協的黎姑娘更一度落淚。及後「聖誕愛佳音」活動的主辦單位《FACE》雜誌決定在12月27日加開最後一場活動，而這亦是她最後一次在旺角行人專用區參與的活動。

## 正式投入音樂事業
蔡氏於2012年8月15日跟吳君如胞弟吳君祥與女友江美儀新成立的黃金時代娛樂公司及多媒體製作有限公司簽約，並在同月27日舉行首個個人演唱會，正式踏上音樂事業之路。正式簽約之後，邵子風便正式成為了她的合約經理人，而她的幪面形象亦隨之漸漸改變。

### 參加樂壇頒獎禮
蔡氏2012年正式加入娛樂圈後亦有參與當年的年度樂壇頒獎禮，在12月27日舉辦的首個頒獎禮《新城勁爆頒獎禮2012》中，成為新城勁爆新登場女歌手，她與葉文輝（啤梨）合唱的歌曲《暗算》一曲，獲得新城勁爆合唱歌曲的獎項。

### 預告除下面具
2012年10月開始，蔡氏表示她因長期蒙面，身體開始變差，經常出現呼吸道疾病。她在看醫生照肺時發現肺部已經「花晒」，出現陰影，懷疑是焗得太久所致，因而有預告指蔡氏將會除下面罩示人。

### 報章偷拍
在2013年6月15日，《蘋果日報》記者發現蔡氏以真身及其經理人邵子風及一女性友人在西九龍圓方出現，並在趁他們取車的時候舉機拍攝。邵子風見狀及時阻止，但蔡氏的真容卻被記者拍下，使她的身分曝光。及後蔡氏在facebook留下一句「天圓地方……噢賣吉（Oh! My god!）」。翌日報導「見街」後有網民隨即向她評頭品足，甚至發表陰謀論指事件懷疑是有人自編自導自演，而一向與她不咬弦的「高登仔」，依然一面倒認為她應該離開娛樂圈。然而，亦有網民怒斥《蘋果日報》罔顧業界道德，以嘩眾取寵的方式報導新聞。

### 正式除下面具
自樣貌曝光以後，蔡氏隨即預告在6月22日舉行街頭音樂會時「除罩」，並向一直被「點錯相、起錯底」的受害者道歉。
6月21日，東方系報章娛樂版報導她以真身在影樓拍攝新碟宣傳照，更指出她自幪面之後體重減了132磅。
2013年6月22日，蔡氏成功減去132磅體重後，終於除下面罩，以真面目示人。在此前一段日子，她亦自言曾因為幪面時間過長，呼吸道出現問題，更感染肺炎。在回應傳媒訪問時，她指自己是為失聰的歌迷除下面罩，但遭到部分網民質疑。
自從蔡氏真面目曝光後，她便由網絡紅人提升至公眾人物的層次，及後她未減肥前的照片陸續曝光，她連日來亦在其facebook發佈多張沒遮掩樣貌的照片，當中一幅自貼更吸引了7,000多個網民讚好，隨後她亦轉趨高調，如加盟英皇教育擔任「名師」、找《求愛大作戰》的「綠魔」Karl替其改變形象等。

### 面目曝光之後
蔡氏的樣貌於2013年6月15日曝光，隨即引來網民熱論，有網民讚她相貌娟好，酷似藝人苟芸慧，亦有人嘲似「紙紮公仔」。蔡氏隨後在6月22日舉行的街頭音樂會中除下面罩，讓她的真實樣貌再次引起不少網民討論，部分蔡氏的支持者認為，無論她是否戴上面罩，都仍然會支持她的音樂。

### 推出音樂專輯
2012年11月24日，蔡氏推出其首張個人大碟《誰可聽我唱歌》，收錄了她之前創作的十首原創網絡作品（其中三首為國語歌曲），包括以援助交際為題的《救援》、跟葉文輝（啤梨）首度合作的合唱歌曲《暗算》，及以世界末日為題的《讓我們一起在末日前搬家》等。專輯封面中的「聽」字，刻意地突出「一」及「心」字，帶出「用心聽歌」的訊息，讓觀眾專心地留意她的聲音，而不只是留意她的外表。
在《誰可聽我唱歌》音樂專輯發佈首天，有影音店以買碟送限量版「龍小菌」Tee作招徠。同日晚上8時，蔡氏出現於旺角行人專用區，亦即是她在最初公開演出及成名的地方，舉行大碟發佈簽唱會，並更換裝束以答謝其歌迷及網民的支持。
《誰可聽我唱歌》專輯發表後的一星期內，蔡氏不斷到香港各區送出有其親筆簽名的唱片、海報及貼紙予預先訂碟的知音人。在12月1日，蔡氏在太古城溜冰場舉行了第二次大碟發佈簽唱會。
在2013年3月10日，蔡氏擔任由婦女動力基金舉辦的「愛心獻才華2013」之表演嘉賓。她表示戴著面具是為了避免被評頭品足，不希望聽眾以貌取人，並表示將在同年6月推出迷你專輯，並且會在歌曲內容中分享她的個人經歷，當中她亦會談到自小生於單親家庭，以及曾被人嘲笑肥胖的往事，還有戴面罩的心路歷程，她希望借歌曲憑自己的經歷去勉勵他人。

### 推出個人著作
2013年6月下旬，蔡氏表示會在7月香港書展期間推出個人著作《我係龍小菌》，內容主要講述其事業發展歷程及經歷。然而，有部分網民被有關著作的封面嚇壞，因此有高登網民替有關封面改圖惡搞。

## 擔任星級補習名師
2013年6月下旬，有報道指蔡氏已加盟英皇教育擔任兼職導師，任教中四至中六的中文科，其經理人邵子風並指她已簽約長期任教，將教授正規課程。然而，蔡氏的補習班學費比其他補習班昂貴。有網民質疑英皇教育招攬蔡氏的決定，又認為她早為「除罩搵銀」鋪路，亦有部分網民質疑她的歌手是正業還是副業，甚至質疑她除下面罩是否為了「搏出位」，用自己的名氣去賺錢。但有網民反駁指，部分香港歌手本身都有副業，但也不影響歌手的音樂事業。
有網民質疑蔡氏的教學經驗尚淺，不明白為何收取如此昂貴的學費。她則表示學費是由英皇教育釐定，更表示會推出義教課程，幫助一些低收入家庭學生。《蘋果日報》在7月5日，亦即是蔡氏課程首天收生當天，連發五篇即時新聞報導，引起網民質疑《蘋果日報》為她作另類的免費宣傳。
有高登討論區網民發現蔡氏在facebook發表內容時，接連寫出錯別字，如把「商討」誤寫成「相討」、「時候」誤寫成「時侯」等，隨即質疑她憑甚麼成為中文補習老師。當有記者留意訪問此事，她堅稱自己是刻意放些錯別字，讓網民討論：「很開心有那麼多人看到，我晚上都有張貼一些錯別字教材出來，見到大家在facebook討論，學術氣氛變得好濃烈。」
在2013年7月11日，蔡氏的補習班舉行首堂免費試課，有人親身體驗試課，並拍下部分筆記的內容。然而其教學內容卻受到質疑，當中包括質疑她對新高中課程的認識不深，以及教學內容過於簡單。此外，有關筆記出現由她親自編寫介紹自己的文言文，並載於其個人著作《我係龍小菌》中，有關舉動被部分網民批評為自吹自擂，進行自我宣傳。

## 網民評價
支持蔡氏的網民認為她具唱作實力，由她發布改編歌曲開始不斷得到網民支持，歌詞亦帶有社會觸覺，網民亦欣賞她為追逐夢想的努力和勇氣。
有網民認為蔡氏一方面戴上面具低調行事，卻同時因加入娛樂圈而增加曝光，正正就是「又要威，又要戴頭盔」的表現，部分人亦因此轉變而由支持變為對她不存好感。有人認為她的面具造型恐怖，像紙紮公仔，亦有網民不明白為何她已經辭去教席仍以面具示人，與之前所說的理由不符。更有人認為她在外貌「故弄玄虛」，是因為怕受到批評、不敢面對現實，與「本地著名走音女子二人組合」沒有分別。有關討論在她除下面罩高調示人後，又再轉趨熱烈。

### 懷疑自編自導「起底」事件
2012年6月17日，高登討論區網民「碌左個銀入黎」發表文章，指自己出於好奇而於蔡氏演出後跟蹤其團隊，懷疑相中人為她真身，並附以相片及facebook截圖作證。惟旋即有人指出從該facebook截圖可見相片編輯功能和「取消讚好」的選項，是戶口持有人可見的版面，而非一般瀏覽者觀看上載相片的模式，從而懷疑事件是蔡氏本人或其團隊自編自導「起底」，藉以增加知名度或為展現她公開真身鋪路。GagMode就此事回應時指出，懷疑與他們早有過節的「100%憤怒鳥」改圖以冒認蔡氏，以圖製造誤會及進行抹黑。
其後有高登會員將蔡氏進行起底，出現「點錯相」的情況，其他會員聲稱起底會員藉此「借刀」。聲稱在她任教學校就讀的學生更指出，她早已辭職，與其較早前在無綫電視節目《東張西望》接受訪問的言論不一。

### 巨聲幫吳業坤「挑機」
2012年8月，歌唱比賽節目《超級巨聲》的吳業坤突然在facebook留言暗諷蔡氏：「唱歌的時候需要帶（戴）着面具去掩飾自己嗎？有好聲音不就可以了嗎？你是要當小丑還是歌手？」此番言論令邵子風在facebook上還擊：「她幪的臉是她自己的，有影響到你嗎？正如我看《勁歌》看到你爛透的主持技巧，我需要在fb寫衰你嗎？」

### 買「碟花」歌迷投訴
2012年12月初，蔡氏在facebook留言，指有歌迷投訴當初以「碟花」形式真金白銀地支持她出碟，但她出碟後仍未收到任何通知，認為已被遺忘。她指回覆該名「歌迷」沒有體諒她公司的人手不足，「有沒有你這種歌迷，我不稀罕！」。有關言論傳至高登討論區惹起反響，一眾網民指她「忘恩負義」，又指不能以唱片公司人手短缺為藉口，也有人認為她如能夠簡單道歉並表示跟進，事情應可和平解決。之後，蔡氏在出席《亞洲遊戲展》記者會時表示，已跟早前與她在互聯網對罵的歌迷和好，但此事經常被高登會員回帶。

### 一度被封「最膠女歌手」
2013年1月初，《蘋果日報》舉行「2012年度勁膠金曲頒獎禮」投票，當中蔡氏以高票數成為「最膠女歌手」，而其首張唱片《誰可聽我唱歌》亦被封為「最膠唱片封套」。其後她以此事作了《膠朋友》一曲來自嘲。最後，港台DJ路芙超越了蔡氏成為了「最膠女歌手」。蔡氏得知這個結果時，在facebook回應指「我的面罩是用膠做的，封套又是膠，簡直實至名歸，我本來以為最膠女歌手都是我，可惜不是。」

### 有高登網民涉出錢求人扯 面罩
2013年5月15日，一位名叫「家樂牌雞仔」的高登網民，以《我出$500，求人扯甩龍小菌塊面布》發帖，內容大致為有人打算用錢招人去扯掉蔡氏的面罩。有網民批評有關行為有引人犯罪之嫌，及後更有人貼出疑似其真面目的照片。

### 「被代言」減肥廣告事件
2013年8月22日，蔡氏於facebook發佈訊息指，她在微博發現有中國內地的瘦身廣告挪用了自己的真身照片，澄清並沒有為該瘦身廣告代言。

### 介入梁振英次女facebook罵戰
蔡氏於2014年3月1日在facebook回應梁振英次女梁齊昕就劉進圖遇襲事件的言論，期間留下一段中英對照，帶有隱喻的留言送給梁齊昕以作諷刺；結果有關留言引來不少真心膠抽秤其英文文法。及後蔡氏表示懷疑有五毛黨及打手在其facebook留言攻擊，並在3月2日指出：「今早回到公司工作，突然聽到門鈴響起，我急忙應門時發現門外空無一人……到底週日的早上，甚麼人會來我們公司？」令不少支持她的網民非常擔心。

## 音樂作品

### 派台歌曲成績（龍小菌）
| 派台歌曲成績（四台） | 派台歌曲成績（四台）   | 派台歌曲成績（四台） | 派台歌曲成績（四台） | 派台歌曲成績（四台） | 派台歌曲成績（四台） | 派台歌曲成績（四台） | 派台歌曲成績（四台） |      |
| -------------------- | ---------------------- | -------------------- | -------------------- | -------------------- | -------------------- | -------------------- | -------------------- | ---- |
| 唱片                 | 歌曲                   | 903                  | RTHK                 | 997                  | TVB                  | 備註                 | 備註                 |      |
| 2012年               |                        |                      |                      |                      |                      |                      |                      |      |
| 誰可聽我唱歌         | 誰可聽我唱歌           | -                    | 12                   | -                    | -                    | 出道作               | 出道作               |      |
| 誰可聽我唱歌         | 救援                   | -                    | 17                   | 6                    | -                    |                      |                      |      |
| 誰可聽我唱歌         | 暗算                   | -                    | -                    | 4                    | -                    | 與葉文輝合唱         | 與葉文輝合唱         |      |
| 誰可聽我唱歌         | 讓我們在末日前一起搬家 | -                    | -                    | -                    | -                    | 與The SillyParty合唱 | 與The SillyParty合唱 |      |
| 2013年               |                        |                      |                      |                      |                      |                      |                      |      |
| 誰可聽我唱歌         | 毒酒                   | -                    | -                    | -                    | -                    |                      |                      |      |
| 樂園                 | 假人                   | -                    | -                    | 4                    | -                    |                      |                      |      |
| 樂園                 | 小飛龍                 | -                    | -                    | 3                    | -                    |                      |                      |      |
| 2014年               |                        |                      |                      |                      |                      |                      |                      |      |
| 樂園                 | 我有點肥               | -                    | -                    | -                    | -                    |                      |                      |      |
| 樂園                 | 薰                     | -                    | -                    | 6                    | -                    | 與姜文杰合唱         | 與姜文杰合唱         |      |
|                      | 時空穿梭               | -                    | -                    | -                    | -                    | 與劉以達合唱         | 與劉以達合唱         |      |
|                      | 祝福香港（版本B）      | -                    | -                    | -                    | -                    | 群星合唱             | 群星合唱             |      |
| 派台歌曲成績（五台） |                        |                      |                      |                      |                      |                      |                      |      |
| 唱片                 | 歌曲                   | 903                  | RTHK                 | 997                  | TVB                  | ViuTV                | 備註                 | 備註 |
| 2022年               |                        |                      |                      |                      |                      |                      |                      |      |
|                      | 如煙                   | -                    | -                    | -                    | ×                    | -                    | 首次以原名蔡紫晴派台 |      |
| 2023年               |                        |                      |                      |                      |                      |                      |                      |      |
|                      | 以為                   | -                    | -                    | -                    | ×                    | -                    |                      |      |

### 派台歌曲成績（帶菌者）
| 派台歌曲成績（四台） | 派台歌曲成績（四台） | 派台歌曲成績（四台） | 派台歌曲成績（四台） | 派台歌曲成績（四台） | 派台歌曲成績（四台） | 派台歌曲成績（四台）            | 派台歌曲成績（四台）            |      |
| -------------------- | -------------------- | -------------------- | -------------------- | -------------------- | -------------------- | ------------------------------- | ------------------------------- | ---- |
| 唱片                 | 歌曲                 | 903                  | RTHK                 | 997                  | TVB                  | 備註                            | 備註                            |      |
| 2016年               |                      |                      |                      |                      |                      |                                 |                                 |      |
| 末樂未落             | 硬仗                 | -                    | -                    | -                    | ×                    | ViuTV真人秀 《G-1格鬥會》主題曲 | ViuTV真人秀 《G-1格鬥會》主題曲 |      |
| 2018年               |                      |                      |                      |                      |                      |                                 |                                 |      |
| 末樂未落             | 去吧                 | 20                   | -                    | -                    | ×                    |                                 |                                 |      |
| 末樂未落             | 你快樂嗎             | -                    | -                    | -                    | ×                    |                                 |                                 |      |
| 2019年               |                      |                      |                      |                      |                      |                                 |                                 |      |
| 末樂未落             | 逆轉一場             | -                    | -                    | -                    | ×                    |                                 |                                 |      |
| 末樂未落             | 繼續追               | -                    | -                    | -                    | ×                    |                                 |                                 |      |
| 派台歌曲成績（五台） |                      |                      |                      |                      |                      |                                 |                                 |      |
| 唱片                 | 歌曲                 | 903                  | RTHK                 | 997                  | TVB                  | ViuTV                           | 備註                            | 備註 |
| 2020年               |                      |                      |                      |                      |                      |                                 |                                 |      |
| 末樂未落             | 我哋                 | -                    | -                    | -                    | ×                    | -                               |                                 |      |
| 末樂未落             | 玻璃心               | -                    | -                    | -                    | ×                    | -                               |                                 |      |
| 末樂未落             | 巴巴巴打             | -                    | -                    | -                    | ×                    | -                               |                                 |      |
| 末樂未落             | 不倒翁               | -                    | -                    | -                    | ×                    | -                               |                                 |      |
|                      | 其實聖誕             | -                    | -                    | -                    | ×                    | -                               |                                 |      |
| 2021年               |                      |                      |                      |                      |                      |                                 |                                 |      |
|                      | 大隊                 | -                    | -                    | -                    | ×                    | -                               |                                 |      |
| 2022年               |                      |                      |                      |                      |                      |                                 |                                 |      |
|                      | 親愛的               | -                    | -                    | -                    | ×                    | -                               |                                 |      |
|                      | 底線                 | -                    | -                    | -                    | ×                    | -                               |                                 |      |

| 各台冠軍歌總數 | 各台冠軍歌總數 | 各台冠軍歌總數 | 各台冠軍歌總數 | 各台冠軍歌總數 | 各台冠軍歌總數    | 各台冠軍歌總數    | 各台冠軍歌總數 |
| -------------- | -------------- | -------------- | -------------- | -------------- | ----------------- | ----------------- | -------------- |
| 四台a          | 903            | RTHK           | 997            | TVB            | 備註              | 備註              |                |
| 四台a          | 0              | 0              | 0              | 0              | 四台冠軍歌總數：0 | 四台冠軍歌總數：0 |                |
| 五台b          | 903            | RTHK           | 997            | TVB            | ViuTV             | 備註              |                |
| 五台b          | 0              | 0              | 0              | 0              | 0                 | 五台冠軍歌總數：0 |                |

- （*）上榜中
- （-）未能上榜
- （×）沒有派往該台
- （(1)）兩週冠軍

### 個人專輯
| 專輯 # | 專輯名稱     | 專輯類型 | 發行公司                        | 發行日期       | 曲目 |
| ------ | ------------ | -------- | ------------------------------- | -------------- | --- |
| 1st    | 誰可聽我唱歌 | 大碟     | 黃金時代娛樂 多媒體製作有限公司 | 2012年11月24日 | 曲目 CD 1. 誰可聽我唱歌 2. 毒酒 3. 救援 4. 暗算 (葉文輝合唱) 5. 他說他愛她 6. 我們不是小孩子 7. 指尖 8. 讓自己開心的方法 9. 沒法子 10. 讓我們在末日前一起搬家 (The Silly Party合唱) |
| 2nd    | 樂園         | EP       | 立地娛樂有限公司                | 2013年11月19日 | 曲目 CD 1. 小飛龍 2. 樂園 3. 薰 4. 我有點肥 5. 假人 |
| 3rd    |              |          | 立地娛樂有限公司                | --年--月--日   | 曲目 CD 1. 奔之勇氣 2. 我們還未消失吧 3. 逼 4. 如煙 5. 葬父賣身 |

### 帶菌者專輯
| 專輯 # | 專輯名稱     | 專輯類型 | 發行公司              | 發行日期       | 曲目 |
| ------ | ------------ | -------- | --------------------- | -------------- | --- |
| 1st    | 末樂未落     | 大碟     | Carrier music company | 2021年4月13日  | 曲目 CD 1. 去吧 2. 不倒翁 3. 逆轉一場(創加作微電影支援計劃 2019《一首屍歌救地球》主題曲 ) 4. 硬仗《G-1格鬥會》主題曲 5. 有病 6. 玻璃心(創加作微電影支援計劃 2020《叮點愛》主題曲 ) 7. 我哋 8. 你快樂嗎? 9. 繼續追 10. 巴巴巴打《巴打鮮菓》主題曲 |
| 2nd    | 孤獨的反義詞 | 大碟     | Carrier music company | 202-年--月--日 | 曲目 CD 1. 大隊 2. 親愛的 3. 底線 (創加作微電影支援計劃 2022《過江龍》主題曲 ) |

### 未出碟歌曲
| 發表年份 | 歌曲作品                     | 作曲及填詞                                       | 主唱                                    | 備註                               |
| -------- | ---------------------------- | ------------------------------------------------ | --------------------------------------- | ---------------------------------- |
| 2012年   | 《思潮作動》                 | 黃安弘                                           | 負責女聲版主唱：龍小菌                  |                                    |
| 2013年   | 《膠朋友》                   | 龍小菌                                           | 龍小菌                                  |                                    |
| 2014年   | 《時空穿梭》                 | 填詞：龍小菌、作曲：劉以達                       | 劉以達、龍小菌                          |                                    |
| 2014年   | 《舞動健康》(恆常運動篇)     | 韋然                                             | 主唱：龍小菌、Featuring：邵子風         |                                    |
| 2014年   | 給香港的撐傘人－－《雨傘花》 | 由龍小菌作曲及填詞                               | 龍小菌                                  |                                    |
| 2014年   | 祝福香港（版本B）            | 作曲:林敏怡 作詞:林敏驄                          | 群星                                    | 群星合唱中有龍小菌                 |
| 2015年   | 帶菌者Carrier《合十》        | 曲:龍小菌@帶菌者/盧敬嚴@帶菌者、詞:龍小菌@帶菌者 | 龍小菌                                  | 編:盧敬嚴@帶菌者、監:陳建樂@帶菌者 |
| 2015年   | 《無敵愛美神》               | 填詞：龍小菌                                     | 松岡李那                                |                                    |
| 2016年   | 帶菌者Carrier《硬仗》        | 由龍小菌作曲及填詞                               | 主唱：龍小菌、featuring Benny King@門生 | 《G-1格鬥會》主題曲                |
| 2016年   | 帶菌者Carrier《我哋》        | 由龍小菌作曲及填詞                               | 龍小菌                                  |                                    |
| 2017年   | 帶菌者Carrier《有病》        | 帶菌者Carrier、龍小菌                            | 龍小菌                                  |                                    |
| 2017年   | 帶菌者Carrier《繼續追》      | 帶菌者Carrier、龍小菌                            | 龍小菌                                  |                                    |
| 2017年   | 帶菌者Carrier《你快樂嗎》    | 帶菌者Carrier、龍小菌                            | 龍小菌                                  |                                    |
| 2018年   | 帶菌者Carrier《去吧》        | 帶菌者Carrier、龍小菌                            | 龍小菌                                  |                                    |
| 2019年   | 帶菌者Carrier《逆轉一場》    | 帶菌者Carrier、龍小菌                            | 龍小菌                                  |                                    |
| 2019年   | 《其實聖誕》2019 Demo        | 龍小菌                                           | 龍小菌                                  |                                    |

### 改編作品
| 發表年份 | 原唱作品                                    | 改編歌曲                       | 改詞人                           | 備註 |
| -------- | ------------------------------------------- | ------------------------------ | -------------------------------- | --- |
| 2011年   | 陳奕迅：《苦瓜》                            | 香蕉                           | 龍小菌                           | 由《百萬U.S.B.》呈獻                                                                                    |
| 2011年   | 陳奕迅：《重口味》                          | 重量級                         | 龍小菌                           | 由《百萬U.S.B.》呈獻                                                                                    |
| 2011年   | 何韻詩：《鋼鐵是怎樣煉成的》                | 叛孩是怎樣煉成的               | 窮飛龍                           | 由《百萬U.S.B.》呈獻                                                                                    |
| 2011年   | 容祖兒：《我的驕傲》                        | 我的奀餐                       | 窮飛龍                           | 由《百萬U.S.B.》呈獻                                                                                    |
| 2011年   | 泳兒：《送我一個家》                        | 送我一副身家                   | 窮飛龍                           | 由《百萬U.S.B.》呈獻                                                                                    |
| 2011年   | 蘇永康：《那誰》                            | 那星                           | 邵子風、龍小菌                   | 由馮彥中主唱                                                                                            |
| 2011年   | Lady Gaga：《Bad Romance》 胡夏：《那些年》 | 那些年，我們一起Bad過的Romance | 龍小菌                           | |
| 2012年   | 王傑：《幾分傷心幾分痴》                    | 幾多雙非幾多B                  | 深寂                             | 龍小菌負責女聲版主唱                                                                                    |
| 2012年   | 何韻詩：《勞斯．萊斯》                      | 唐豬．傻豬                     | 輔仁媒體作品                     | |
| 2012年   | 歐倩怡：《問題天天都多》                    | 問題天天都多                   | Sam Wong                         | |
| 2012年   | 容祖兒：《啜泣》                            | 眼光                           | 深寂                             | |
| 2012年   | 吳雨霏：《我本人》                          | 我主場                         | 山卡啦                           | |
| 2012年   | 楊千嬅：《狼來了》                          | 我們不要……狼來了               | 山卡啦                           | |
| 2012年   | 謝安琪：《你們的幸福》                      | 我們的大考                     | 山卡啦                           | |
| 2012年   | 鄭欣宜：《擁抱愛》                          | 愛回家                         | 非安見危                         | |
| 2012年   | 梅艷芳：《世界真細小》                      | 細個將你洗                     | 窮飛龍                           | |
| 2012年   | 楊千嬅：《小城大事》                        | 小城多事                       | 窮飛龍                           | |
| 2013年   | 陳奐仁：《毛毛蟲》                          | 給毛毛蟲                       | 龍小菌                           | |
| 2013年   | 盧冠廷：《一生所愛》                        | 中產                           | 龍小菌、邵子風                   | |
| 2013年   | Hari：《Gwiyomi》                           | I'm Happy                      | 龍小菌                           | |
| 2013年   | 陳僖儀：《忘川》                            | 亡川                           | Tommy Shek                       | |
| 2013年   | 動畫《進擊的巨人》主題曲                    | 進擊的潮州佬                   | 龍小菌、邵子風                   | 邵子風主唱                                                                                              |
| 2013年   | PSY：《Gentleman》                          | 點先可以攞高分                 | 龍小菌                           | 由英皇教育仝人合唱                                                                                      |
| 2013年   | 龍小菌：《毒酒》                            | 戲仿                           | Tommy Shek                       | |
| 2013年   | 動畫《崖上的波兒》主題曲                    | 瞞騙的「波兒」                 | Tommy Shek                       | |
| 2014年   | Faith：《Mama Easy》                        | Baba Daddy                     | 龍小菌                           | |
| 2014年   | 王菀之：《留白》                            | 牛雜                           | 龍小菌                           | |
| 2014年   | Twins：《明愛暗戀補習社》                   | 明餓暗戀Gathering              | 龍小菌                           | 由組合《癲s》主唱（成員：楊詩敏(蝦頭)、鄭欣宜） 於2014年8月17日，TVB節目《Sunday扮嘢王》第4集首次播出。 |
| 2014年   | 陳奕迅：《浮誇》                            | 龍蝦                           | 梁柏堅（頭三句）、龍小菌（其他） | 主唱：邵子風                                                                                            |
| 2014年   | 徐小鳳：《風的季節》                        | Smart Phone的季節              | 龍小菌                           | 主唱：蝦頭(楊詩敏)                                                                                      |
| 2015年   | 陳奕迅：《陀飛輪》                          | 陀麒麟                         | 梁栢堅、龍小菌                   | 主唱：邵子風                                                                                            |
| 2015年   | 楊千嬅：《可惜我是水瓶座》                  | 可惜我是水喉匠                 | 龍小菌                           | 主唱：龍小菌                                                                                            |
| 2015年   | 連詩雅：《水星逆行》                        | 食水含鉛                       | 山卡啦                           | 主唱：龍小菌                                                                                            |
| 2017年   | 張惠妹：《Bad Boy》                         | 婆SICK關係                     | 龍小菌                           | 主唱：蝦頭(楊詩敏) 於2017年5月27日，TVB節目《最緊要好玩》第10集首次播出。                               |
| 2018年   | 小潘潘和小峰峰：《學貓叫》                  | 學貓叫 之 中秋篩籬版           | 龍小菌                           | 主唱：楊詩敏                                                                                            |
| 2018年   | 小肥：《負親》                              | 俄仔沙地玩踢波                 | 陳詠謙、甄敏延                   | 主唱：小肥、伴奏：Carrier帶菌者 倒掛金曲@(ViuTV)《Good Night Show 全民睇波派對》首次演唱                |
| 2018年   | 衛蘭：《心亂如麻》                          | 法老大戰牙擦蘇                 | 陳詠謙、甄敏延                   | 主唱：龍小菌、伴奏：Carrier帶菌者 倒掛金曲@(ViuTV)《Good Night Show 全民睇波派對》首次演唱              |
| 2018年   | Carrier帶菌者：《硬仗》                     | 雙牙大戰                       | 陳詠謙、甄敏延                   | 主唱：龍小菌、伴奏：Carrier帶菌者 倒掛金曲@(ViuTV)《Good Night Show 全民睇波派對》首次演唱              |
| 2018年   | 連詩雅：《到此為止》                        | 亞軍廷                         | 陳詠謙、甄敏延                   | 主唱：龍小菌、伴奏：Carrier帶菌者 倒掛金曲@(ViuTV)《Good Night Show 全民睇波派對》首次演唱              |
| 2018年   | 陳奕迅：《歲月如歌》                        | 德國不似預期                   | 陳詠謙、甄敏延                   | 主唱：龍小菌、伴奏：Carrier帶菌者 倒掛金曲@(ViuTV)《Good Night Show 全民睇波派對》首次演唱              |
| 2018年   | 鄧建明：《一家一減你》                      | 沒有波的感覺                   | 陳詠謙、甄敏延                   | 主唱：布志綸、伴奏：Carrier帶菌者 倒掛金曲@(ViuTV)《Good Night Show 全民睇波派對》首次演唱              |
| 2018年   | 王灝兒：《矛盾一生》                        | 矛盾英軍                       | 陳詠謙、甄敏延                   | 主唱：洪嘉豪、伴奏：Carrier帶菌者 倒掛金曲@(ViuTV)《Good Night Show 全民睇波派對》首次演唱              |
| 2018年   | 盧巧音：《好心分手》                        | 好心死守                       | 陳詠謙、甄敏延                   | 主唱：龍小菌、伴奏：Carrier帶菌者 倒掛金曲@(ViuTV)《Good Night Show 全民睇波派對》首次演唱              |
| 2018年   | 盧冠廷：《陪著你走》                        | 陪著你典                       | 陳詠謙、甄敏延                   | 主唱：龍小菌、伴奏：Carrier帶菌者 倒掛金曲@(ViuTV)《Good Night Show 全民睇波派對》首次演唱              |
| 2018年   | 鄭中基：《無賴》                            | 一粒夠晒                       | 陳詠謙、甄敏延                   | 主唱：龍小菌、伴奏：Carrier帶菌者 倒掛金曲@(ViuTV)《Good Night Show 全民睇波派對》首次演唱              |
| 2018年   | 傅佩嘉：《絕》                              | 幼獅                           | 陳詠謙、甄敏延                   | 主唱：傅珮嘉、伴奏：Carrier帶菌者 倒掛金曲@(ViuTV)《Good Night Show 全民睇波派對》首次演唱              |
| 2018年   | 林奕匡：《高山低谷》                        | 就到終點                       | 陳詠謙、甄敏延                   | 主唱：林奕匡、伴奏：Carrier帶菌者 倒掛金曲@(ViuTV)《Good Night Show 全民睇波派對》首次演唱              |
| 2018年   | 草蜢：《失樂園》                            | 施樂園                         | 大帽山淋植                       | 主唱：可嵐、龍小菌                                                                                      |
| 2021年   | 盧廣仲：《刻在我心底的名字》                | 啃著我心愛的芫茜               | 龍小菌                           | （愛芫茜主題曲）回信改編自《刻在我心底的臭茜》                                                          |

## 演出作品

### 電影
- 2014年：《Delete愛人》飾演 變身後的蘇依時
- 2022年：《正義迴廊》飾演 陳⽟瑜
- 2023年：《4拍4家族》飾演 Faye
- 2024年：《爸爸》飾演 林督察

### 電視節目
ViuTV
- 2016年：

G-1格鬥會 八位參賽者之一
體育係… 第二集節目嘉賓
ShowTime我主場 參賽者之一
晚吹 - 真PK 第33集 龍小菌
- 2018年：

Good Night Show 全民睇波派對 節目環節：《倒掛金曲》 演唱者之一
- 2019年：

2019年5月31日 十五分鐘熱度 Plus 第25集 - 藝人專訪(嘉賓：帶菌者)
2019年8月21日 十五分鐘熱度 Plus 第83集 - 藝人專訪(嘉賓：帶菌者)
RTHK
- 2014年：

燃眉時刻之破地獄 飾演 小菌
我的家庭醫生：食戒 飾演 醫生
- 2016年：

我的家庭醫生 II：馬醫生的老友記 飾演 身孕的女兒
同行者：夜（導演版） 飾演 德莉
- 2017年：

《手語隨想曲5》第一集　旅遊 嘉賓：龍小菌
- 2018年：

我的家庭醫生3 - 可以說的秘密  飾演 準備離婚的女兒
義想天開 - 第4集︰走一圈   飾演 任職記者的Merci
亞洲電視A1台
- 2018年：

2018年5月26日《激活音樂》EP 17 嘉賓：帶菌者
2018年6月5日《今晚見》EP 90 嘉賓：龍小菌
2018年6月16日《A1娛頭》EP138 嘉賓：龍小菌

## 著作
- 2013年：

《我係龍小菌》出版日期：08月1日

## 所獲獎項
2012年：
- 新城勁爆頒獎禮2012－新城勁爆合唱歌曲獎《暗算》
- 新城勁爆頒獎禮2012－新城勁爆新登場女歌手

2013年：
- Sina Music樂壇民意指數頒獎禮2012－SINA Music 網路話題歌曲大獎《誰可聽我唱歌》
- Yahoo搜尋人氣大獎2013－人氣急星（女）
- 新城勁爆頒獎禮2013－新城勁爆躍進歌手獎
- Livetube壓軸演唱會2013－Wechat Livetube最傑出獨立歌手亞軍

2014年：
- 香港TheatreSportsTM 即興競技劇場大賽 2014－戲劇競技大賽亞

2016年：
- 泰國邀請賽女子組69KG以下—決賽－金牌

2018年：
- 《南丫島祝回歸小龍大賞賽2018》香港餐飲聯業協會-青年委員會－－南丫島小龍工商盃季軍{註：龍小菌係隊員之一}

2019年：
- 第六屆【微電影「創+作」支援計劃（音樂篇）】作品－微電影: 《一首屍歌救地球》－－最佳微電影製作大獎（初創企業組）銀奬
- 《第十八屆永明金融香港龍舟短途賽》混合小龍碟賽 季軍－－Sunday Paddlers' Club 新地扒手俱樂部{註：龍小菌係隊員之一}
- 《帝峯財經頻道 ENERGY FIGHT 2019 全港青少年搏擊大賽暨SHOOT BOXING外卡專業賽》 女子星級賽60KG曾海蘭VS龍小菌 - 雙冠軍之一

2020年：
- 第七屆【微電影「創+作」支援計劃（音樂篇）】作品－微電影: 《叮點愛》－－最佳微電影女主角奬（初創企業組） - 金奬
- 第七屆【微電影「創+作」支援計劃（音樂篇）】作品－微電影: 《叮點愛》－－最佳微電影製作大獎（初創企業組） - 金奬

2021年：
- 第八屆【微電影「創+作」支援計劃（音樂篇）】作品－微電影: 《便利店離奇打劫》－－最佳微電影男主角獎（初創企業組） - 銅奬
- 第八屆【微電影「創+作」支援計劃（音樂篇）】作品－微電影: 《便利店離奇打劫》－－最佳微電影女主角奬（初創企業組） - 金奬
- 第八屆【微電影「創+作」支援計劃（音樂篇）】作品－微電影: 《便利店離奇打劫》－－最佳微電影製作大獎（初創企業組） - 金奬

2022年：
- 第九屆【微電影「創+作」支援計劃（音樂篇）】作品－微電影: 《過江龍》－－最佳微電影女主角奬（初創企業組） - 金奬

## 外部連結
- 蔡紫晴的Instagram帳戶
- 蔡紫晴的新浪微博